# Роменська центральна міська бібліотека для дорослих ім. Бориса Антоненка-Давидовича
Роменська центральна міська бібліотека для дорослих ім. Бориса Антоненка-Давидовича — центральна публічна бібліотека м. Ромни, методичний центр міської мережі публічних бібліотек (5), входить до бібліотечної системи Міністерства культури і туризму України.

## Характеристика
Площа приміщення бібліотеки — 649,3 м2. Книжковий фонд — близько 117 тис. примірників. Щорічно обслуговує 5 тис. користувачів.

## Історія бібліотеки
31 липня 1868 року міністр внутрішніх справ Росії Тімашев О. Є. підписав дозвіл на відкриття Роменської громадської бібліотеки в місті Ромни. Роботою книгозбірні керувала рада громадської бібліотеки. Бібліотеку очолювали авторитетні роменці, зокрема Навроцький Е. В., Козлов С. Ф., Беспальчев Ф. — справжній покровитель бібліотеки, котрий невпинно клопотався про поповнення її фонду, жертвував книги.
У 20-х роках ХХ ст. на Роменщині розпочинається активний розвиток бібліотечної справи. На основі публічної бібліотеки та бібліотеки робітничого клубу в січні 1920 року створена Роменська центральна бібліотека. Протягом цього року на її основі створюється 7 бібліотек-філій. В цей час Роменська центральна окружна бібліотека знаходилась в приміщенні по вул. О. Пушкіна.
1926 року бібліотека була переведена в приміщення по вул. Московській біля районної лікарні. В цей час в ній працювало 4 співробітники. В своїх сховищах бібліотека нараховувала 21 305 прим.
На початку 30-х років бібліотеці було надано приміщення в районі Вознесенської церкви (нині вул. Соборна,20), де вона й розміщувалася до окупації міста німецькими військами. Площа її становила 232 м2, читальний зал на 25 місць. В 1934 році читачів центральної окружної бібліотеки нараховувалось 1991, книговидача — 38294 прим.
Стрімкий розвиток бібліотечної справи був припинений з початком Великої Вітчизняної війни. Книжковий фонд бібліотеки було знищено під час пожежі.
Після визволення Ромен від окупантів почалося відновлення бібліотечної мережі. В 1944 році бібліотека була відкрита по вул. Т. Шевченка, 5. Фонд складався з книг, пожертвуваних населенням.
У 60-х роках директором Роменської центральної бібліотеки працював Мерко В. Д. З 1969 по 1997 роки директором бібліотеки працювала Завгородня В. М.
1973 року Роменській центральній бібліотеці було надано нове просторе приміщення по вул. Карла Маркса, 94 (нині вул. Коржівська).
У 1975 році було проведено централізацію бібліотек району. До складу районної централізованої бібліотечної системи ввійшло 79 сільських філіалів.
Міська централізована бібліотечна система м. Ромни була створена відповідно до рішення виконкому міської ради народних депутатів № 225 від 18.06.1997 року «Про створення міської централізованої бібліотечної системи». Її було створено на базі Роменської центральної районної бібліотеки, центральної районної бібліотеки для дітей та бібліотечних філіалів міста. Директором МЦБС призначено Рослову Н. М.
Роменська міська централізована бібліотечна система об'єднує 5 міських бібліотек — центральна міська бібліотека для дорослих, центральна міська бібліотека для дітей, бібліотека сімейного читання, філіал № 1 ЦМБ для дорослих, філіал № 1 ЦМБ для дітей та розташована за адресою: вул. Коржівська, 94, м. Ромни, Сумська область, Україна.
Директор установи — Рослова Ніна Миколаївна.
До структури Роменської міської централізованої бібліотечної системи входять:
1. Центральна міська бібліотека для дорослих (вул. Коржівська, 94) — фонд налічує близько 69400 примірників документів. Обслуговує 5 тисяч користувачів. У Роменській ЦМБ для дорослих працює літературне об'єднання «Обрії» (керівник Грицай Л. І.), основним завданням якого є підтримка та популяризація творів талановитих поетів-початківців, а також клуби за інтересами: «Надвечір'я» та «Молоді серця».
2. Центральна міська бібліотека для дітей (вул. Аптекарська, 1) — фонд налічує близько 22800 примірників документів. Обслуговує 3290 користувачів. Діяльність закладу спрямована на всебічний пізнавальний розвиток дітей та підлітків, допомогу у навчальному процесі, на закріплення та поглиблення знань.
3. Бібліотека сімейного читання (вул. Сумська, 1Г) — фонд налічує близько 12000 примірників документів. Обслуговує 2100 користувачів. Заклад покликаний впровадити традиції родинного читання, сприяє сім'ям роменців у прищепленні дітям і дорослим любові та поваги до книги, розвитку їх творчих здібностей. При бібліотеці працює клуб «Родинна світлиця».
4. Філіал № 1 ЦМБ для дорослих (вул. Петропавлівська, 4) — фонд налічує близько 7000 примірників документів. Обслуговує 750 користувачів. Основним завданням своєї роботи вбачає приділення увагу збереженню і примноженню славних традицій українського народу, відродженню духовності у співдружності з недільною школою Петро-Павлівської церкви.
5. Філіал № 1 ЦМБ для дітей (вул. Горького, 188) — фонд налічує близько 18600 примірників документів. Обслуговує 1800 користувачів. При закладі працює світлиця «Бджолина рада», де регулярно проводяться розважально-пізнавальні засідання. Учні роменських загальноосвітніх шкіл № 11, № 5, № 6 є частими гостями бібліотеки та активними учасниками масових заходів на її базі[1].

Підтримуючи пропозиції Сумської обласної державної адміністрації та Міністерства культури й мистецтв України Кабінет Міністрів України прийняв постанову № 558 від 27.03.2000 року «Про присвоєння імен закладам освіти та культури Житомирської, Львівської, Сумської, Черкаської, Чернігівської областей», за якою Роменській центральній міській бібліотеці для дорослих присвоювалося ім'я видатного українського письменника, уродженця м. Ромни Бориса Антоненка-Давидовича.
Після прийнятих рішень з 2003 року мережа міської централізованої бібліотечної системи нараховує 5 бібліотек.
Протягом 2011—2013 року був проведений капітальний ремонт приміщення центральної міської бібліотеки для дорослих на суму — 373 188 грн. В ході ремонту було повністю оновлено фасад бібліотеки, проведено капітальний ремонт читального залу, фоє та приміщення для Інтернет-центру. Бібліотека повністю змінила свій зовнішній і внутрішній вигляд.

## Клуби
На відділі обслуговування центральної міської бібліотеки для дорослих ім. Бориса Антоненка-Давидовича діє юнацький клуб «Молоді серця», як спільний проект учнів старших класів ЗОШ № 4 та бібліотеки, організований з метою спілкування, обміну інформацією, розширення знань про все, що хвилює сучасну молодь.
З метою організації цікавого дозвілля і відпочинку людей похилого віку, яких об'єднують спільні інтереси, погляди на життя, любов до книги і пісні, при бібліотеці діє клуб «Надвечір'я».
При книгозбірні створено літературне об'єднання «Обрії»,основним завданням якого є підтримка та популяризація творів талановитих поетів-початківців. Під час засідань відбуваються літературознавчі дискусії, майстер-класи, виконуються різноманітні завдання, покликані підвищити рівень письменницької майстерності. Очолює «Обрії» творча людина, поетеса Людмила Грицай.
Клуб «Літературна вітальня» заснований з метою популяризації творчості місцевих поетів, письменників, презентації їх книг, залучення молодого покоління до літературного життя краю. Він об'єднав навколо себе всю творчу еліту міста і району, згуртувала поетів, прозаїків, які щедро діляться своєю майстерністю, вмінням творити красу українського слова.

## Проєктна діяльність
З метою формування культури читання, популяризації книги та спонукання молоді до читання творів сучасної художньої літератури працівники відділу обслуговування реалізують проект «Книга в житті та на екрані». Учні не лише знайомляться з книгою наживо, а дізнаються про нову технологію популяризації книг — відеорекламу (буктрейлери), що наближає книгу до молодого читача.
Спільно з депутатом Сумської обласної ради Вікторією Мурич бібліотека втілює творчий проект «Письменник іде до читача». Громада міста мала можливість поспілкуватися з такими метрами української літератури як Василь Шкляр, Андрій Кокотюха, Володимир Лис та Надія Гуменюк, Віталій Капранов, Наталія Гурницька, Євген Положій, Світлана Талан.
З 2019 року в бібліотеці діє проект «Депутатський час», в рамках якого відбувається прийом громадян з особистих питань депутатом Сумської обласної ради Вікторією Мурич.